# Nowa powrotna
Nowa powrotna (ang. recurrent nova) – gwiazda wybuchowa o amplitudzie zmienności nowej klasycznej, ale której wybuch zaobserwowano ponownie.
Jak każda nowa, nowa powrotna składa się z gwiazdy ciągu głównego oraz białego karła. W cyklu wybuchów nowej powrotnej następuje przepływ materii z gwiazdy ciągu głównego na powierzchnię białego karła. Powoduje to zapłon termojądrowy. Jeśli ten cykl regularnie się powtarza, gwiazda staje się nową powrotną.
Obecnie znanych jest zaledwie kilkanaście nowych powrotnych na całym niebie. Najbardziej znane to T Coronae Borealis (wybuchy w latach 1866, 1946), RS Ophiuchi (wybuchy mniej więcej co pokolenie, bo w latach 1898, 1933, 1958, 1967, 1985, 2006), T Pyxidis (wybuchy obserwowane od 1890 co około 19 lat) oraz U Scorpii (wybuchy w latach 1863, 1906, 1936, 1979, 1987, 1999 i 2010).